# دنیای پرامید (فیلم ۱۳۴۸)
دنیای پرامید فیلمی ایرانی به کارگردانی احمد شیرازی و نویسندگی سعید مطلبی و رضا کریمی محصول سال ۱۳۴۸ است.

## خلاصه داستان
کودکی از پدر خود دور می‌افتد و تنها و ناامید زندگی‌اش را می‌گذراند. او در جوانی با دختری آشنا می‌شود که او نیز چون او، از طفولیت پدرش را گم کرده‌است. آن دو جستجوی عظیمی را برای یافتن پدر آغاز می‌کنند و پس از یک سلسله ماجرا،  سرانجام هر یک به شکلی در این راه موفق می‌شوند.

## بازیگران
- محمدعلی فردین در نقش علی
- تقی ظهوری در نقش آقا تقی
- شهلا در نقش مادر علی
- مرجان در نقش مرجان (معرفی مرجان به عنوان بازیگر در نخستین حضور سینماییش)
- احمد قدکچیان در نقش پدر مرجان
- هوشنگ بهشتی در نقش محسن،‌ پدر علی
- لی لی در نقش نیلوفر، معشوقه پدر علی و خواننده
- علی میری‌ در نقش دزد
- حسین امیرفضلی در نقش آقای اعتماد
- رضا عبدی در نقش راننده پدر مرجان
- هاله (سیمین دیوسالار) در نقش معشوقه بهرام
- حمیده خیرآبادی در نقش مادرزن اعتماد
- داریوش طلایی در نقش بهرام، ‌پسرعموی مرجان
- محمدرضا رفیعی در نقش کودکی علی
- عبدالعلی همایون در نقش محمودی
- رجب بهلولی در نقش همراه محمودی
- غلامرضا سرکوب در نقش اضغر نجار
- سوزی یاشار
- شهرزاد در نقش فتانه
- مهردادیان
- نعمت عبدی
- مرزبان
- محمدتقی گرجی در نقش رهگذر

## موسیقی فیلم
موسیقی متن فیلم ساختهٔ روبیک منصوری است و قطعه‌ای از فیلم ویلن‌زن روی بام نیز در صحنهٔ ورود ظهوری شنیده می‌شود.
آهنگ‌ها ساختهٔ همایون خرم با اشعاری از محمدعلی شیرازی:
- «‌توی چشات نوشته» به خوانندگی عهدیه
- «پریشان»‌ به خوانندگی عهدیه
- «‌نمی‌شه» به خوانندگی سوسن (به آهنگسازی منوچهر گودرزی)

آوازها از ایرج و پورهاشمی